# Thomas Cup 2018

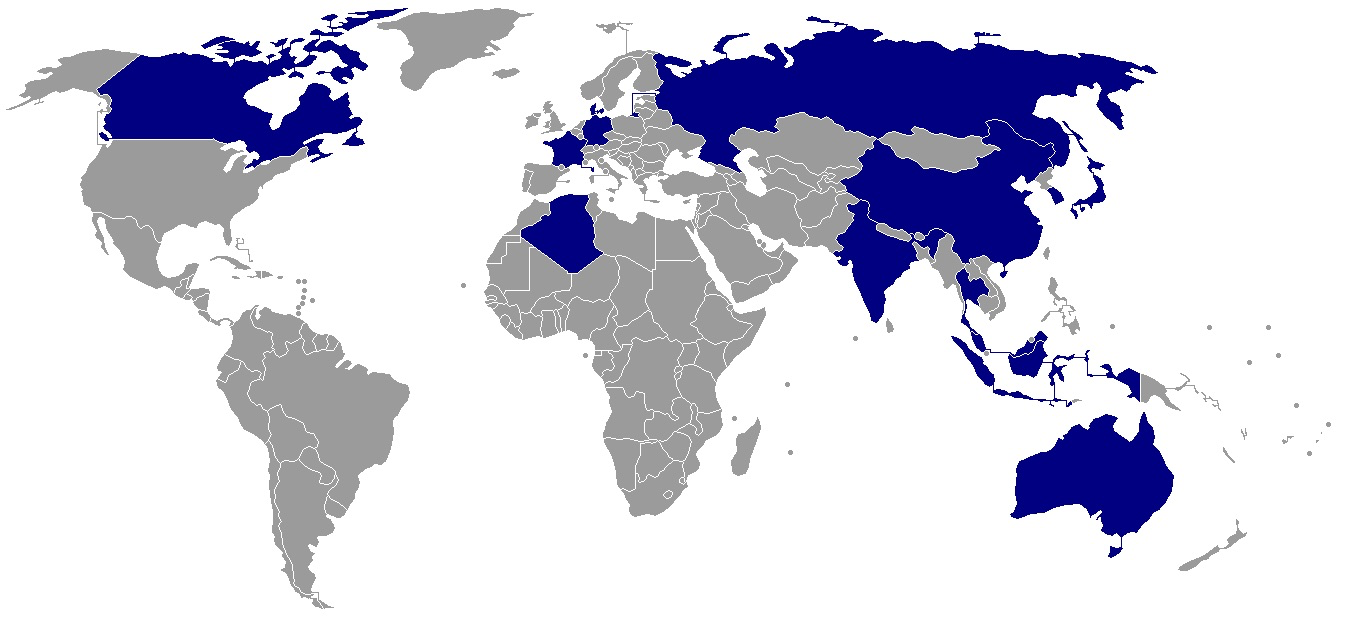
Die am Thomas Cup 2018 beteiligten Länder

Die 30. Auflage des Thomas Cups, der Weltmeisterschaft für Herrenmannschaften im Badminton, fand gemeinsam mit dem Uber Cup 2018 vom 22. bis zum 27. Mai 2018 in Bangkok statt. Sieger wurde das Team aus China, welches im Finale Japan mit 3:1 bezwang.